# Indiana-Klasse
Die Indiana-Klasse war eine Klasse von drei Einheitslinienschiffen (englisch Predreadnought), die in den 1890er Jahren für die United States Navy gebaut wurden. Die Schiffe dieser Klasse waren die ersten, die mit zeitgenössischen europäischen Schiffen, wie der britischen HMS Hood, vergleichbar waren. Sie wurden 1890 genehmigt und zwischen November 1895 und April 1896 in Dienst gestellt. Es handelte sich um relativ kleine, schwer gepanzerte und schwer bewaffnete Schiffe die speziell für die Küstenverteidigung konzipiert waren. Die Schiffe erhielten die Namen Indiana, Massachusetts und Oregon und wurden als Battleship Nummer 1 bis 3 bezeichnet. Alle drei dienten im Spanisch-Amerikanischen Krieg.

## Vorgeschichte
Die Indiana-Klasse war zum Zeitpunkt ihrer Genehmigung durch den Kongress sehr umstritten. Ein vom Marineminister Benjamin F. Tracy einberufener Ausschuss legte am 16. Juli 1889, drei Jahre nach der Genehmigung der Maine und der Texas, ein ehrgeiziges 15-Jahres-Programm für den Bau von Kriegsschiffen vor. Der Plan sah zehn Einheitslinienschiffe ersten Ranges mit einer Höchstgeschwindigkeit von 17 Knoten (31 km/h) und einem Aktionsradius von 5.400 Seemeilen (10.000 km) bis 6.500 Seemeilen (12.000 km) bei einer Geschwindigkeit von 10 Knoten (19 km/h) vor. Diese hochseetauglichen Schiffe waren als Präsenzflotte gedacht, die in der Lage war, die Heimathäfen möglicher Gegner anzugreifen und so feindliche Kriegsschiffe davon abzuhalten sich zu weit von der Heimat zu entfernen. Fünfundzwanzig Einheitslinienschiffe zweiten Ranges sollten sowohl im Atlantik als auch im Pazifik für die Heimatverteidigung sorgen und die schnelleren und größeren Schiffe mit höherer Reichweite unterstützen. Mit einem Aktionsradius von etwa 2.700 Seemeilen (5.000 km) bei 10 Knoten (18,5 km/h) und einem Tiefgang von 7,2 m sollten sie vom Sankt-Lorenz-Strom im Norden bis zu den Windward-Inseln und Panama im Süden fahren und in der Lage sein, alle Häfen im Süden der Vereinigten Staaten anzulaufen.
Aus Kostengründen wurde vorgeschlagen, diese Kurzstreckenschiffe in drei Unterklassen aufzuteilen. Die erste sollte aus acht Schiffen mit einer Verdrängung von 8.000 tn.l. mit jeweils vier 330-mm-Geschützen bestehen. Die zweite sollte sich aus zehn Schiffen mit vier 305-mm-Geschützen und 7.150 tn.l. Verdrängung und die dritte aus fünf Schiffen mit 6.000 tn.l. Verdrängung zwei 305-mm- und zwei 254-mm-Kanonen zusammensetzen. Die beiden bereits im Bau befindlichen Schiffe Texas und Maine sollten in der letzten Klasse zusammengefasst werden. Zusätzlich sollten 167 kleinere Schiffe, darunter Kreuzer und Torpedoboote, gebaut werden. Die Gesamtkosten beliefen sich auf 281,55 Millionen Dollar.
Der Kongress zögerte die Vorschläge zu genehmigen, da er darin das Ende der amerikanischen Isolationspolitik und den Beginn des Imperialismus sah. Selbst einige Befürworter des Ausbaus der Flotte waren skeptisch. Senator Eugene Hale befürchtete, dass der gesamte Gesetzesentwurf wegen seines Umfangs abgelehnt und kein Geld für irgendwelche Schiffe bewilligt werden würde. Im April 1890 gewährte das Repräsentantenhaus jedoch die Mittel für drei 8.000-Tonnen-Schiffe. Tracy versuchte, die Spannungen im Kongress zu entschärfen, indem er anmerkte, dass diese Schiffe so leistungsstark seien, dass nur zwölf statt der ursprünglich vorgesehenen 35 Schiffe benötigt würden. Außerdem senkte er die Ausgaben der Marine, indem er die verbleibenden Monitore aus der Zeit des Bürgerkriegs, die zu diesem Zeitpunkt völlig veraltet waren, den von den Bundesstaaten betriebenen Marinemilizen überließ. Kurz darauf genehmigte auch der Senat die Mittel, sodass der Bau von insgesamt drei Einheitslinienschiffe zur Küstenverteidigung (die Indiana-Klasse), ein Kreuzer und ein Torpedoboot beginnen konnten.

## Konstruktion
Der ursprüngliche Entwurf für den Bau der Indiana-Klasse sah vor die Schiffe die eine Verdrängung von 8.000 tn.l. haben sollten mit 330-mm-Geschützen als Hauptbewaffnung und 127-mm-Kanonen als Sekundärbewaffnung auszustatten. Gleichzeitig sollten die Schiffe eine seitliche Panzerung von 432 mm besitzen. Tatsächlich übertraf der endgültige Bau den Entwurf in Bezug auf die Verdrängung um 2.000 tn.l. und um 25 mm bei der Panzerung. Neben der Sekundärbewaffnung, die nicht wie zunächst geplant aus 127-mm-Geschützen, sondern aus 203-mm-Kanonen bestand, kamen noch 4 152-mm-Geschütze hinzu. Die letzteren kamen hinzu weil das Bureau of Ordnance nicht in der Lage war, schnell feuernde 127 mm Kanonen zu bauen.
Die Schiffe der Indiana-Klasse waren speziell für die Küstenverteidigung und nicht für Offensivaktionen konzipiert, was sich in ihrer relativ geringen Reichweite, ihrer Verdrängung und ihrem niedrigen Freibord widerspiegelte. Sie ähnelten in ihrem Aufbau der HMS Hood, waren jedoch 18 m kürzer und verfügten über eine Sekundärbewaffnung von acht 203-mm-Kanonen, die es bei europäischen Schiffen nicht gab, was ihnen eine für ihre Zeit sehr respektable Feuerkraft verlieh.
Zur Verbesserung der Stabilität erwog man den Einbau von Schlingerkielen. Damit hätten sie damals jedoch in keines der amerikanischen Trockendocks gepasst, weswegen man sich dagegen entschied. Dies Verringerung der Stabilität verursachte ein ernstes Problem für die Indiana, als sich beide Geschütztürme ein Jahr nach ihrer Indienststellung bei schwerem Seegang aus ihren Halterungen lösten. Da die Türme nicht zentral ausbalanciert waren, schwankten sie mit der Bewegung des Schiffes von einer Seite zur anderen, sodass sie mit schweren Tauen gesichert werden mussten. Als das Schiff vier Monate später erneut in schwere See geriet, kehrte es sofort in den Hafen zurück, weil befürchtet wurde, die Haltevorrichtungen könnten erneut versagen. Dies überzeugte die Marine davon, dass diese Art der Stabilität notwendig war, woraufhin auf allen drei Schiffen Schlingerkiele installiert wurden.

## Technik

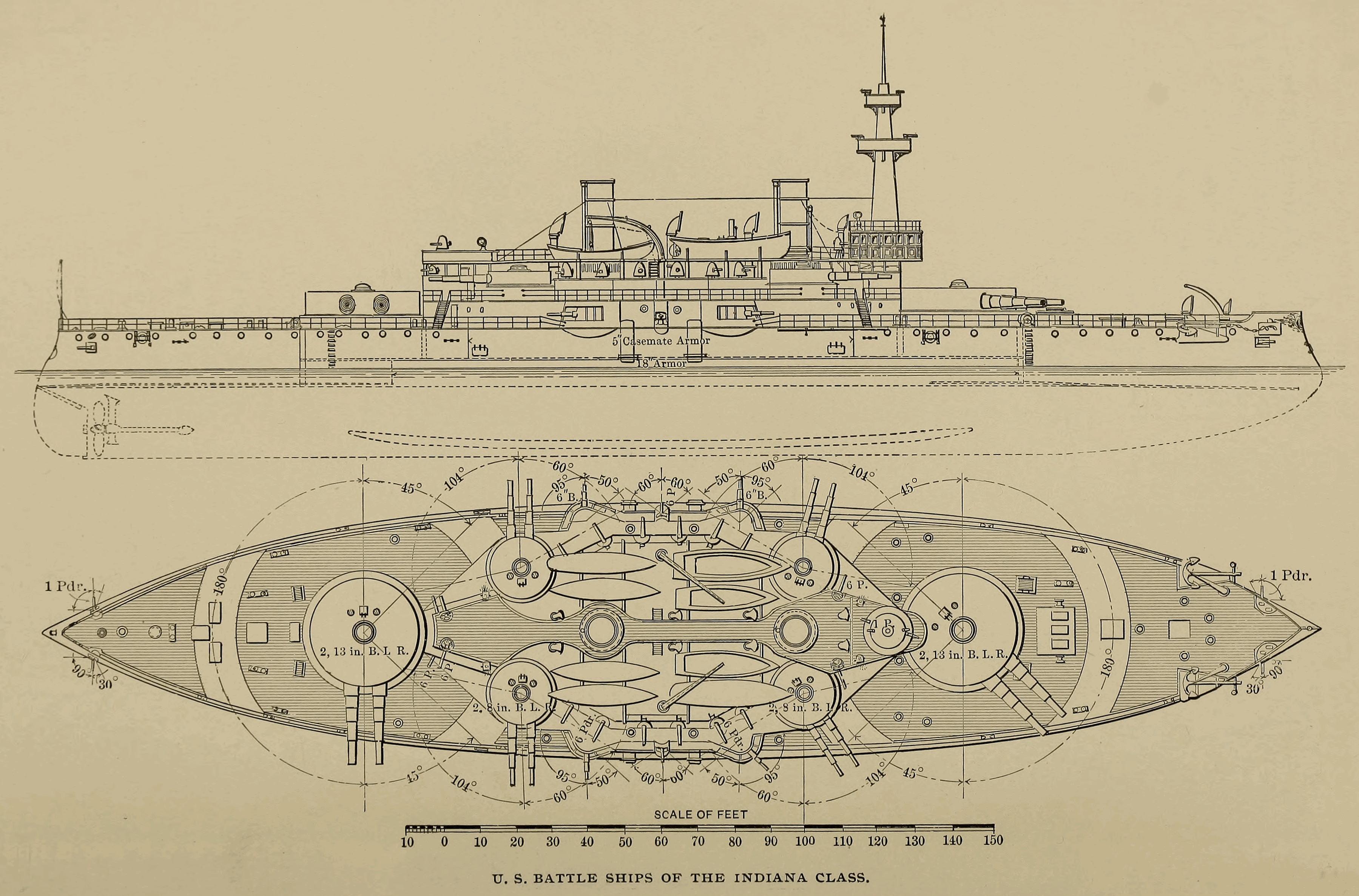

Die Schiffe hatten eine Gesamtlänge von 107 m, eine Breite von 21,10 m und einen Tiefgang von 7,30 m. Die Verdrängung lag zwischen 10.288 tn.l. und 11.688 tn.l.

### Antrieb
Die Schiffe waren mit zwei 3 Zyl.-Verbunddampfmaschinen ausgestattet, die jeweils eine Welle antrieben und insgesamt 9.000 PSi (6.619 kW) entwickelten, mit der sie eine Höchstgeschwindigkeit von 15 Knoten (28 km/h) erreichten. Der Dampf wurde von vier Großwasserraumkesseln geliefert. Die Schiffe konnte maximal 1.640 tn.l. Kohle mitführen, was ihnen bei 10 Knoten (18,5 km/h) eine Reichweite von 4.900 Seemeilen (9.100 km) bis 5.600 Seemeilen (10.400 km) ermöglichte.
Die Besatzung der Schiffe bestand aus 473 und 636 Offizieren und Mannschaft. Bei der Erprobung auf See, die mit begrenzten Mengen an Kohle, Munition und Vorräten an Bord durchgeführt wurde, stellte sich heraus, dass die Leistungsangaben und die Höchstgeschwindigkeit über den Konstruktionswerten lagen und dass es erhebliche Unterschiede zwischen den drei Schiffen gab. Die Maschinen der Indiana leisteten 9.700 PS (7.200 kW) und erreichten eine Höchstgeschwindigkeit von 15,6 kn (28,9 km/h). Die Massachusetts erreichte mit 10.400 PS (7.800 kW) eine Höchstgeschwindigkeit von 16,2 kn (30,0 km/h) und die Oregon mit 11.000 PS (8.200 kW) eine Geschwindigkeit von 16,8 kn (31,1 km/h).

### Bewaffnung

#### Hauptbewaffnung
Die Hauptbewaffnung bestand aus vier 330-mm-Geschützen in zwei Geschütztürmen vor und hinter den Aufbauten. Die Geschütze waren auf Mk 2 Lafetten mit einem Gewicht von 440 tn.l. und einem Seitenrichtbereich von −150 bis +150 Grad montiert. Die Kanonen selbst wogen 62 tn.l. und hatten bei einer maximalen Elevation von 15° und einer Mündungsgeschwindigkeit von 610 m/s eine Reichweite von 11.000 m. Auf diese Distanz verschossen sie 512 kg schwere panzerbrechende Granaten mit einer Kadenz von ca. 0,2 Schuss pro Minute. Ursprünglich sollten die Geschütztürme eine schräg verlaufende Seitenpanzerung aufweisen, aber aus Platzgründen war dies nicht möglich, ohne wesentlich größere Geschütztürme zu verwenden oder die Lafetten umzugestalten. 1901 wurde erwogen, die Türme durch neue, ausbalancierte Modelle zu ersetzen. Doch aufgrund ihres Alters wurde dies als zu kostspielig erachtet. Stattdessen installierte man Gegengewichte, wodurch das Problem nur teilweise gelöst wurde. Die hydraulischen Laderammen und Drehmotoren der 203 mm-Türme wurden ebenfalls durch schnellere und effizientere elektrische Maschinen ersetzt. Dennoch erwiesen sich die Lafetten nie ganz zufriedenstellend.

#### Sekundärbewaffnung
Die Sekundärbewaffnung bestand aus acht 203-mm-Geschützen in vier Geschütztürmen in den Aufbauten zwei auf jeder Breitseite. Die Geschütze waren auf Mk 7 Lafetten montiert. Die Kanonen selbst wogen 13 tn.l. und hatten eine maximale Elevation von 14° und eine Mündungsgeschwindigkeit von 640 m/s. Die Kanonen verschossen 118 kg schwere Granaten mit einer Kadenz von 0,5 Schuss pro Minute. Die kleineren 152 mm-Geschütze waren in Doppelflügel-Kasematten mittschiffs auf dem Hauptdeck montiert, dazwischen befand sich jeweils ein 57 mm Schnellfeuergeschütz. Die restlichen 57 mm von Hotchkiss befanden sich in den Aufbauten und den Brückendecks. Vier der 37 mm Kanonen befanden sich in Kasematten am Bug und am Heck des Schiffes und zwei weitere in auf den Marsen der Masten.

#### Torpedos
Über die Anzahl der Torpedorohre, mit denen die Schiffe ursprünglich ausgestattet waren, gibt es unterschiedliche Angaben, fest steht jedoch, dass sie sich auf dem Zwischendeck befanden und über Wasser liegende Öffnungen hatten, die sich am Bug, achtern und mittschiffs befanden. Da sie sich zu nahe an der Wasserlinie befanden, um während der Fahrt benutzt werden zu können und beim Öffnen durch Geschützfeuer gefährdet waren, wurden sie als nutzlos angesehen und bis 1908 entfernt.

### Panzerung
Mit Ausnahme der Deckspanzerung, der 203 mm-Türme und des Kommandoturms, die aus herkömmlichem Nickelstahl bestanden, war die Schiffe der Indiana-Klasse mit der neuen Harveypanzerung geschützt. Der seitliche Schutz bestand aus einem 215–457 mm dicken Gürtel, der sich mit 0,91 m über und 1,30 m unter der Wasserlinie von der vorderen bis zur hinteren Barbette erstreckte. Darüber verlief ein weiterer Plankengang über die gleiche Länge mit 101 mm Dicke. Zusammen mit 360 mm dicken Querschotten bildete der die gepanzerte Zitadelle. In den Abteilungen außerhalb dieser Zitadelle waren die Abteilungen mit komprimierter Zellulose gefüllt, die sich bei Beschädigung selbst abdichten sollte. Die Deckspanzerung war innerhalb der Zitadelle 70 mm und außerhalb der Zitadelle 76 mm dick. Der Kommandoturm war rundherum 229 mm dick. Die Geschütztürme der 330 mm-Kanonen hatten eine 380 mm dicke Panzerung und befanden sich oberhalb von 430 mm dicken Barbetten. Die 203 mm-Kanonen waren mit 152 mm geschützt und ruhten auf 203 mm dicken Barbetten. Die Kasematten, für die 152 mm-Kanonen wurden von 127 mm Panzerung geschützt.

## Die Schiffe der Indiana-Klasse

### USS Indiana (BB-1)
Die 1895 in Dienst gestellte Indiana war bis zum Ausbruch des Spanisch-Amerikanischen Krieges 1898 nicht an nennenswerten Ereignissen beteiligt, wo sie dem Nordatlantikgeschwader unter Konteradmiral William T. Sampson angehörte. Sein Geschwader wurde in den spanischen Hafen von San Juan beordert, um das spanische Geschwader von Admiral Cevera abzufangen und zu zerstören, das auf dem Weg von Spanien in die Karibik war. Der Hafen war leer, aber die Indiana und der Rest des Geschwaders bombardierten ihn zwei Stunden lang, bevor sie ihren Fehler bemerkten. Drei Wochen später traf die Nachricht ein, dass Commodore Schley's Eingreifgeschwader Cervera gefunden hatte und ihn nun im Hafen von Santiago de Cuba blockierte. Sampson verstärkte Schley zwei Tage später und übernahm das Oberkommando. Cervera erkannte seine Lage und versuchte am 3. Juli 1898, die Blockade zu durchbrechen. Die Indiana beteiligte sich aufgrund ihrer entfernten Position und Maschinenproblemen nicht an der Verfolgung der schnellen spanischen Kreuzer, befand sich aber in der Nähe der Hafeneinfahrt, als die spanischen Zerstörer Pluton und Furor auftauchten. Zusammen mit der Iowa und der bewaffneten Yacht Gloucester eröffnete sie das Feuer und zerstörte die leicht gepanzerten feindlichen Schiffe.
1903 wurde das Schiff außer Dienst gestellt. Im Januar 1906 folgte die Wiederindienststellung als Ausbildungsschiff. Am 31. Januar 1919 wurde sie zum letzten Mal außer Dienst gestellt, kurz nachdem sie als Coast Battleship Number 1 umklassifiziert worden war. Im November 1920 wurde das Schiff in seichtem Wasser versenkt und diente als Geschützziel. Ihr Wrack wurde am 19. März 1924 zum Abwracken verkauft.

### Massachusetts (BB-2)
Zwischen ihrer Indienststellung im Jahr 1896 und dem Ausbruch des Spanisch-Amerikanischen Krieges im Jahr 1898 führte die Massachusetts vor der Ostküste der Vereinigten Staaten Übungen durch. Während des Krieges wurde sie dem Eingreifgeschwader unter Kommodore Winfield Scott Schley zugeteilt. Das Schiff war bis zum 3. Juli Teil der Blockadeflotte, nahm aber nicht an der Schlacht von Santiago de Cuba teil.
In den nächsten sieben Jahren befuhr die Massachusetts als Mitglied des Nordatlantik-Geschwaders die Atlantikküste und die östliche Karibik und diente dann ein Jahr lang als Ausbildungsschiff für Fähnriche der Marineakademie, bis sie im Januar 1906 außer Dienst gestellt wurde. Im Mai 1910 wurde sie erneut als Ausbildungsschiff in Dienst gestellt, bevor sie im September 1912 in die Atlantik-Reserveflotte aufgenommen wurde, wo sie bis zu ihrer Außerdienststellung im Mai 1914 verblieb. Im Juni 1917 wurde die Massachusetts wieder in Dienst gestellt, um während des Ersten Weltkriegs als Ausbildungsschiff für Geschützmannschaften zu dienen. Am 31. März 1919 wurde sie zum letzten Mal außer Dienst gestellt, nachdem sie zwei Tage zuvor in Coast Battleship Number 2 umbenannt worden war, damit ihr Name für die Massachusetts (BB-54) wieder verwendet werden konnte. Am 6. Januar 1921 wurde sie vor der Küste von Pensacola versenkt und als Artillerieziel für Fort Pickens verwendet. Die Marine versuchte, sie zu verkaufen, aber es fand sich kein Käufer. 1956 wurde das Schiff schließlich zum Eigentum des Staates Florida erklärt.

### Oregon (BB-3)
Die Oregon wurde bei ihrer Indienststellung am 15. Juli 1896 dem Pazifikgeschwader zugeteilt, wo sie die nächsten zwei Jahre verblieb. Im März 1898 wurde sie in Erwartung des Krieges mit Spanien zur Ostküste beordert. Dort erhielt die Oregon den Befehl, als Teil des Nordatlantikgeschwaders unter Konteradmiral Sampson an der Blockade in Santiago teilzunehmen. Während der Schlacht von Santiago de Cuba war sie und der Kreuzer Brooklyn die einzigen beiden Schiffe, die schnell genug waren, um den spanischen Kreuzer Cristobal Colon zu verfolgen und ihn zur Kapitulation zu zwingen.
Nach dem Krieg wurde die Oregon in New York umgerüstet, bevor sie wieder in den Pazifik geschickt wurde, wo sie zwei Jahre lang als Wachschiff diente. Während des Philippinisch-Amerikanischen Krieges diente sie ein Jahr lang auf den Philippinen und verbrachte dann ein Jahr in China bei Wusong während des Boxeraufstands, bis sie im Mai 1901 zur Überholung in die Vereinigten Staaten zurückbeordert wurde. Im März 1903 kehrte die Oregon in asiatische Gewässer zurück. Das Schiff verblieb im Fernen Osten und kehrte erst kurz vor seiner Außerdienststellung im April 1906 zurück. Die Oregon wurde im August 1911 wieder in Dienst gestellt, war aber nur wenig aktiv und wurde 1914 offiziell in den Reservestatus versetzt. Während der Sibirischen Intervention wurde die Oregon als Eskortschiff für Truppentransporter eingesetzt. Im Juni 1919 wurde sie außer Dienst gestellt. Infolge des Washingtoner Flottenvertrags wurde die Oregon im Januar 1924 für „nicht mehr kriegsdienstfähig“ erklärt. Im Juni 1925 wurde sie an den Staat Oregon ausgeliehen, der sie als schwimmendes Denkmal und Museum in Portland nutzte. Im Februar 1941 wurde die Oregon in IX-22 umbenannt. Aufgrund des Ausbruchs des Zweiten Weltkriegs wurde beschlossen, dass der Schrottwert des Schiffes wichtiger war als sein historischer Wert, so dass es verkauft wurde. Ihr abgewrackter Rumpf wurde später an die Marine zurückgegeben und während der Schlacht um Guam als Munitionskahn eingesetzt, wo sie mehrere Jahre lang blieb. Während eines Taifuns im November 1948 löste sie sich und trieb auf das Meer hinaus. Sie wurde 800 km südöstlich von Guam geortet und zurückgeschleppt. Am 15. März 1956 wurde sie verkauft und in Japan abgewrackt.